# الصاري (تريم)
'

تعديل مصدري - تعديل

الصاري هي إحدى قرى عزلة تريم بمديرية تريم التابعة لمحافظة حضرموت، بلغ تعداد سكانها 341 نسمة حسب تعداد اليمن لعام 2004.